# Dinarthrella
Dinarthrella är ett släkte av nattsländor. Dinarthrella ingår i familjen kantrörsnattsländor.
Kladogram enligt Catalogue of Life:
| Dinarthrella | \| \| Dinarthrella betteni \| \| \| \| \| \| Dinarthrella destructa \| \| \| \| |
|              | \| \| Dinarthrella betteni \| \| \| \| \| \| Dinarthrella destructa \| \| \| \| |
|              | Dinarthrella betteni                                                            |
|              |                                                                                 |
|              | Dinarthrella destructa                                                          |
|              |                                                                                 |